# Labastide-Gabausse
Labastide-Gabausse är en kommun i departementet Tarn i regionen Occitanien i södra Frankrike. Kommunen ligger i kantonen Carmaux-Sud som tillhör arrondissementet Albi. År 2022 hade Labastide-Gabausse 538 invånare.

## Befolkningsutveckling
Antalet invånare i kommunen Labastide-Gabausse
| Referens: INSEE |